# Astrocaryum aculeatissimum
Espèce
Statut de conservation UICN

 LC  : Préoccupation mineure
Astrocaryum aculeatissimum est une espèce de palmiers à feuilles pennées.